# ساوانت
ساوانت (انگلیسی: The Savant) یک مینی‌سریال جنایی دلهره‌آور آمریکایی است که توسط ملیسا جیمز گیبسون بر پایهٔ مقاله‌ای از آندریا استنلی ساخته شده است. در این مجموعه، جسیکا چستین و نامدی آسوموا ایفای نقش کردند. این مجموعه در ۲۶ سپتامبر ۲۰۲۵ از اپل تی‌وی پلاس پخش خواهد شد.

## داستان
این مجموعه بر اساس داستانی واقعی با عنوان «آیا می‌توان تیراندازی جمعی را پیش از وقوع متوقف کرد؟» ساخته شده است؛ مقاله‌ای که در اوت ۲۰۱۹ در مجلهٔ کازموپالیتن منتشر شد. داستان مجموعه دربارهٔ زنی است که بعدها با لقب «ساوانت» (The Savant) شناخته شد؛ فردی که با نفوذ به گروه‌های نفرت‌محور در فضای آنلاین، تلاش می‌کند از حملات عمومی گسترده جلوگیری کند.

## بازیگران

### اصلی
- جسیکا چستین در نقش ساوانت
- نامدی آسوموا

### دوره‌ای
- جیمز بج دیل
- مایکل ماسلی
- داگمارا دومینچیک
- جوردانا اسپیرو
- هانا گراس

## تولید

### توسعه
این مجموعه توسط ملیسا جیمز گیبسون ساخته ساخته است که علاوه بر سازندهٔ اثر، به‌عنوان شوررانر و تهیه‌کننده اجرایی نیز فعالیت می‌کند. متیو هاینمن یکی از کارگردانان مجموعه است و تولید آن توسط شرکت‌های فیفث سیزن و انانیمس کانتنت انجام می‌شود. کلی کارمایکل از شرکت فرکل فیلمز به همراه جسیکا چستین تهیه‌کنندگان اجرایی این مجموعه هستند. همچنین جسیکا جایلز، سردبیر مجلهٔ کازموپالیتن، و برایان مدن، معاون ارشد توسعه در هرست مگزینز، از تهیه‌کنندگان مجموعه خواهند بود. آندریا استنلی، نویسندهٔ مقاله اصلی مجلهٔ کازموپالیتن، به‌عنوان مشاور در پروژه حضور دارد.

### انتخاب بازیگران
در مارس ۲۰۲۳، ورایتی گزارش داد که جسیکا چستین برای ایفای نقش اصلی در یک مجموعه هشت قسمتی با عنوان ساوانت برای اپل تی‌وی پلاس انتخاب شده است. چستین دربارهٔ نقش خود گفت که اجرای او به گونه‌ای طراحی شده تا هویت واقعی شخصیت الهام‌بخش داستان مخفی بماند؛ او اظهار داشت: «نمی‌خواستم دقیقاً شبیه او به نظر بیایم یا رفتار کنم، چون می‌خواهم او ناشناس باقی بماند.» در فوریه ۲۰۲۴، نامدی آسوموا به‌عنوان یکی از بازیگران اصلی به پروژه پیوست. همچنین جیمز بج دیل نیز در نقشی دوره‌ای به تیم بازیگران افزوده شد. در مارس همان سال، نام‌های دیگری نیز به فهرست بازیگران اضافه شد.

### فیلم‌برداری
در ابتدا قرار بود فیلم‌برداری در سپتامبر ۲۰۲۳ در نیویورک آغاز شود، اما در نهایت تولید در آوریل ۲۰۲۴ آغاز شد.

## انتشار
ساوانت قرار است از ۲۶ سپتامبر ۲۰۲۵ در اپل تی‌وی پلاس منتشر شود. در روز نخست، دو قسمت ابتدایی منتشر می‌شود و باقی قسمت‌ها به صورت هفتگی تا ۷ نوامبر ۲۰۲۵ پخش خواهند شد.